# Mandres (dystrykt Nikozja)
Mandres (gr. Μάντρες, tur. Hamitköy) – wieś na Cyprze, w dystrykcie Nikozja.